# Las Vegas Monorail
| Ein Zug bei der Ankunft an der Station Sahara Las Vegas |                             |                                      |                           |
| Streckenlänge: | 6,3 km                      |                                      |                           |
| Stromsystem: | 750 V =                     |                                      |                           |
| Maximale Neigung: | 60 ‰                        |                                      |                           |
| Minimaler Radius: | 60 m                        |                                      |                           |
| Streckengeschwindigkeit: | 75 km/h                     |                                      |                           |
| Zugbeeinflussung: | Bombardier CityFlo 650 CBTC |                                      |                           |
| Zweigleisigkeit: | durchgehend                 |                                      |                           |
| |                             |                                      |                           |
| Streckenverlauf |                             |                                      |                           |
| \| \| \| geplante Nordverlängerung gestrichen \| \| \| \| \| Zugdepot und Betriebswerk \| \| \| \| 0,0 \| Sahara \| Sahara \| \| \| \| Westgate \| \| \| \| \| Convention Center \| \| \| \| \| \| \| \| \| \| Harrah’s & The LINQ \| \| \| \| \| Flamingo & Caesars Palace \| \| \| \| \| Horseshoe & Paris \| \| \| \| 6,3 \| MGM Grand \| MGM Grand \| \| \| \| Wende- und Abstellanlage \| \| \| \| \| geplante Südverlängerung gestrichen \| \| |                             |                                      |                           |
| |                             | geplante Nordverlängerung gestrichen |                           |
| U-Bahn-Abzweig ehemals geradeaus und von links · U-Bahn-Betriebs-/Güterbahnhof Ende Hochstrecke und quer |                             | Zugdepot und Betriebswerk            | Zugdepot und Betriebswerk |
| U-Bahn-Haltepunkt / Haltestelle | 0,0                         | Sahara                               | Sahara                    |
| U-Bahn-Haltepunkt / Haltestelle |                             | Westgate                             | Westgate                  |
| U-Bahn-Haltepunkt / Haltestelle |                             | Convention Center                    | Convention Center         |
| U-Bahn-Strecke von links · U-Bahn-Strecke nach rechts |                             |                                      |                           |
| U-Bahn-Haltepunkt / Haltestelle |                             | Harrah’s & The LINQ                  | Harrah’s & The LINQ       |
| U-Bahn-Haltepunkt / Haltestelle |                             | Flamingo & Caesars Palace            | Flamingo & Caesars Palace |
| U-Bahn-Haltepunkt / Haltestelle |                             | Horseshoe & Paris                    | Horseshoe & Paris         |
| U-Bahn-Haltepunkt / Haltestelle | 6,3                         | MGM Grand                            | MGM Grand                 |
| U-Bahn-Strecke nach links · U-Bahn-Dienststation / Betriebs- oder Güterbahnhof quer · U-Bahn-Strecke von rechts (außer Betrieb) |                             | Wende- und Abstellanlage             | Wende- und Abstellanlage  |
| |                             | geplante Südverlängerung gestrichen  |                           |

Die Robert N. Broadbent Las Vegas Monorail ist ein öffentliches Verkehrssystem in Paradise und Winchester im US-Bundesstaat Nevada. Die Einschienenbahn (engl.: Monorail) wird von der Las Vegas Monorail Company betrieben, die aus steuerlichen Gründen als Stiftung registriert ist. Der Bundesstaat Nevada hat außer Bürgschaften keine finanzielle Zuschüsse geleistet.

## Entwicklung
Die Las Vegas Monorail wurde von Bombardier Transportation gebaut und verlängert eine seit 1995 bestehende, kostenlose Verbindung zwischen dem MGM Grand Hotel und Horseshoe. Touristen, die bisher in der Regel zu Fuß unterwegs waren, können so eine weite Strecke des Strips anstrengungslos zurücklegen. Die Schienen wurden von der kalifornischen Granite Corporation gebaut, einer der größten Baufirmen in den USA.
Nach vielen Verzögerungen wurde die Strecke am 15. Juli 2004 eröffnet, nachdem die Erste Phase fertiggestellt und getestet wurde. Während der Tests gab es zahlreiche Ausfälle, die den Start des Systems um fast ein Jahr verzögerten. Die meisten Probleme verursachten herabfallende Teile von den Fahrwegbalken der Hochbahn.
Am 8. September 2004 führten erneut Probleme mit fallenden Teilen zu einer viermonatigen Schließung bis zum 24. Dezember 2004.
Den ersten Belastungstest bei Großveranstaltungen bestand das Transportsystem zur Consumer Electronics Show im Januar 2005. Ein Fehler im Elektroniksystem führte am 2. Februar 2005 zu Reparaturarbeiten. Aufgrund eines Kurzschlusses in einer 9 Meter langen Stromschiene musste diese ausgetauscht werden. Nach 12 Stunden wurde der Betrieb wieder aufgenommen.

## Projektstand
Derzeit verkehren die Fahrzeuge (in der Phase 1 des Projekts) vom MGM Grand am südlichen Ende des Strips etwa parallel zum Strip auf der östlichen Seite. Die Strecke verläuft neben dem Westgate Las Vegas Resort & Casino und dem Las Vegas Convention Center – dort sind auch Haltestellen – und endet hinter dem Sahara Las Vegas am nördlichen Ende des Strips. Eine Fahrt auf der gesamten Strecke (6,3 km) dauert etwa 14 Minuten.
Die Fahrwege sind hinter den großen Hotels und Kasinos geführt, die östlich liegen, und einen langen Häuserblock vom Strip entfernt. Daher muss man einen Fußmarsch durch ein oder mehrere Kasinos nehmen, bis man am Strip ankommt. Aufgrund dieser Tatsache wurde das Transportsystem eher schleppend akzeptiert. Die Züge verkehren täglich von 7:00 Uhr morgens bis 2:00 Uhr nachts (am Wochenende bis 3:00 Uhr). Die Fahrscheine werden an Automaten an den Stationen verkauft.
Dem Namenspaten Robert N. Broadbent verdankt Las Vegas die Unterstützung des Projekts in der Bevölkerung und der öffentlichen Verwaltung. Broadbent war Bürgermeister von Boulder City, Mitarbeiter in der Verwaltung von Clark County (Nevada), leitender Mitarbeiter im US-Innenministerium und Direktor des Flughafens Las Vegas. Er starb 2003 einige Monate vor dem geplanten Start des Systems.

### Finanzierung
Non-Profit-Organisationen sind im Personenverkehr sehr selten für Planung, Finanzierung und Betrieb verantwortlich, wie bei der Las Vegas Monorail. Neben den Einnahmen für die Kredittilgung und den Betrieb erwartete man Gewinne, mit denen das System erweitert werden könnte. Während der Planung wurde die Verwaltung in Las Vegas von Experten davor gewarnt, dass in Amerika kein öffentliches Verkehrssystem ohne öffentliche Zuschüsse existiert. Laut Washington Post kann die U-Bahn in New York 67 % der Betriebskosten durch Fahrkartenverkauf und Werbung selbst erwirtschaften und ist damit Spitzenreiter in den USA.
Die Las Vegas Monorail erzielt nicht nur Erlöse aus dem Fahrscheinverkauf, sondern auch aus dem Sponsoring. Insgesamt können sieben Stationen und neun Züge im Image des jeweiligen Sponsors gestaltet werden. Die Preise für das Sponsoring liegen im Millionenbereich. Hansens Beverage sponserte den ersten Zug im Design ihres Energydrinks Monster. Nextel Communications gestaltete die größte Station nahe dem Las Vegas Convention Center im Firmendesign. Seit der Fusion mit Sprint Ende 2005 wurde die Station von Nextel Central in Sprint Central umbenannt.

### Zahlungsunfähigkeit
Im Januar 2010 stellte die Monorail Las Vegas Konkursantrag mit der Begründung, 649 Millionen US-Dollar (476 Millionen Euro) in Staatsanleihen nicht zurückzahlen zu können. Der Betrieb ist davon zurzeit nicht beeinträchtigt.

### Stationen
- Sahara Station

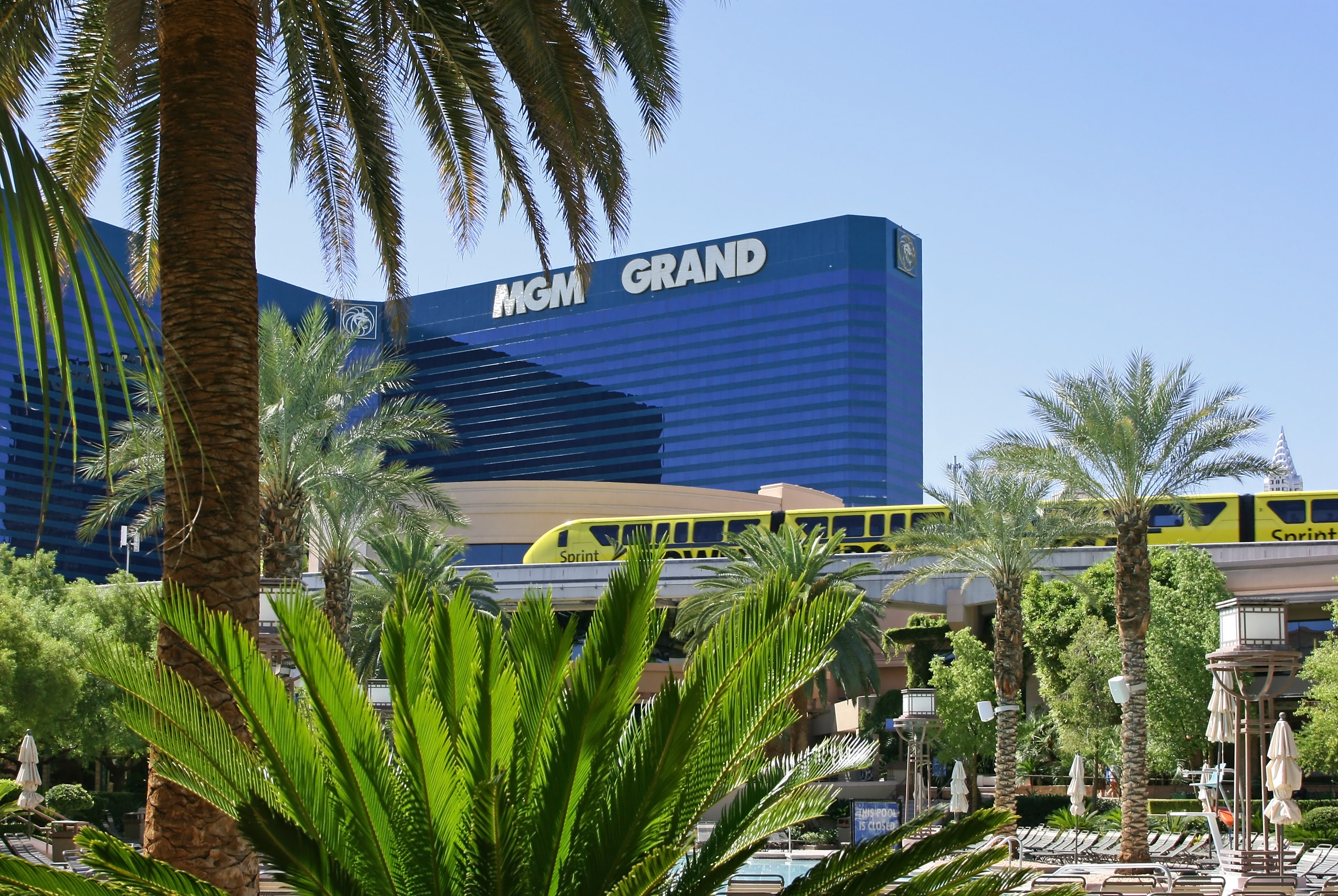
Monorail bei der Anfahrt zur MGM Grand Station

  - Die Sahara Station wurde mit dem Gedanken einer Verlängerung des Streckennetzes vom Las Vegas Strip zum Zentrum von Las Vegas gestaltet, über eine Route am Circus Circus und dem Riviera mit einem neuen Gleisabschnitt. CAT Busse fahren von der Sahara Station in die Innenstadt.
- Westgate Station
- Las Vegas Convention Center Station (gesponsert von Sprint-Nextel)
- Harrah’s & The LINQ Station
- Flamingo & Caesars Palace Station
- Horseshoe & Paris Station
- MGM Grand Station

### Züge
Als Fahrzeuge werden neun Bombardier MVI-Züge eingesetzt, die aus je vier Wagen bestehen und vollautomatisch gesteuert werden.

## Erweiterung
Für die Phase 2 ist eine 3,7 km lange Erweiterung zur Fremont Street und dem Stadtkern Las Vegas geplant, mit neuen Stationen am Stratosphere Hotel, Charleston Boulevard, Bonneville Street und Fremont Street. Der Bau sollte 2005 begonnen werden und ab 2008 in Betrieb gehen. Da jedoch die erwartete Finanzierung von öffentlicher Seite 2004 nicht im Haushalt eingeplant war, wurde der Plan auf Eis gelegt. Am 27. Januar 2005 gab die Landesregierung bekannt, dass keine Zuschüsse für das 400-Millionen-Dollar-Projekt gezahlt werden.
Es ist daher noch nicht sicher, ob die Phase 2 je gebaut werden wird. Nach Berichten der Associated Press (AP) sagte Cam Walker vom Management des Transportsystems, dass derzeit keine unmittelbaren Pläne zur Erweiterung der Trasse bestehen. Außerdem wird berichtet, dass der Bürgermeister von Las Vegas, Oscar Goodman, nach Lösungen mit einem günstigeren Zugsystem oder mit modernen Bussen sucht.
Eine Phase 3 wurde geplant, um die Strecke südlich von der MGM Grand Station zum Flughafen Las Vegas zu erweitern. Derzeit wird eine Machbarkeitsstudie erstellt, die untersucht, ob dies im Zuge der geplanten Erweiterung des Flughafens möglich ist. Einige Hotel- und Casinobetreiber am Strip unterstützen diese Erweiterung und wünschen sich diese eher als die Erweiterung der Phase 2 zum Zentrum von Las Vegas. Die Flughafenanbindung sollte ab 2008 gebaut werden und 2011 fertiggestellt und über ein privates Modell finanziert werden.
Aktuell ist allerdings auch diese Erweiterung noch im Planungsstadium.

## Trivia
Die Monorail sollte weder mit dem Cable Liner Shuttle verwechselt werden, welches das Mandalay Bay Hotel mit dem Excalibur Hotel verbindet, noch mit dem Aria Express, welcher das Park MGM mit dem Bellagio verbindet und dabei eine Zwischenstation am CityCenter hat.